# Antoine Duret
Antoine Duret, né en 1754 à Roanne (Loire) et mort le 13 avril 1794 à Paris, est un militaire français, général de brigade de la Révolution française.

## Biographie
Le 15 septembre 1791, Antoine Duret est capitaine au 1er bataillon de volontaires de Rhône-et-Loire. Le 8 novembre 1793, il est nommé adjudant-général provisoire à l’armée des Alpes, nomination confirmé le 2 décembre 1793.
Il est promu général de brigade le 31 janvier 1794.
Accusé d’avoir conspiré contre la République, il est condamné à mort par le Tribunal révolutionnaire, et guillotiné le 13 avril 1794 à Paris.

## Sources
- (en) « Generals Who Served in the French Army during the Period 1789 - 1814: Eberle to Exelmans ».